# Sea Life Paris Val d'Europe
Sea Life Paris Val d'Europe je tematické veřejné akvárium, které se nachází v nákupním centru Val d'Europe ve městě Marne-la-Vallée v departementu Seine-et-Marne v Île-de-France. Akvárium vlastní společnost Sea Life Centers.

## Obecná charakteristika
Celková plocha expozice zahrnuje 2500 m2 s více než 50 nádržemi, což odpovídá celkovému objemu 2 milionů litrů vody. Dva největší bazény, Atlantik a Piráti z Karibiku, ukazují mořské druhy, jako jsou žraloci, rejnoci a želvy. V nádržích se nachází kolem 350 druhů živočichů, zhruba 5000 jedinců.

## Témata
- Amazonka
- Nábřeží Seiny
- Estuár a jeho přístav
- Znečištění oceánů
- Oceán jako na dlani
- Útesy Étretatu
- Zátoka rejnoků
- Dotykové bazény
- Nádrž Atlantique s tunelem
- Nádrž Atlantis
- Mangrovy
- Korálový útes
- Hřiště pro děti
- Oblast medúz
- Oblast tučňáků